# Šentjanž pri Dravogradu
Šentjanž pri Dravogradu este o localitate din comuna Dravograd, Slovenia, cu o populație de 503 locuitori.